# Дівчата зверху
«Дівчата зверху» (нім. Mädchen, Mädchen) — німецька молодіжна кінокомедія 2001 року режисера Денніса Ґанзеля.

## Сюжет
У центрі сюжету комедії — три шкільні подруги: Інкен, Вікі та Лєна. На свій 18-й день народження Інкен отримує від матері Вікі, сексотерапевтки, відео, в якому жінки розповідають про свої відчуття під час оргазму. Дівчата з подивом усвідомлюють, що у своєму сексуальному досвіді вони дещо зовсім пропустили.
Того ж дня на вечірці Вікі займається диким сексом з незнайомцем на кухні, Інкен у спальні — зі своїм хлопцем Тімом, якому не вдається довести її до кульмінації. Лєна закохується в Ніка, який теж присутній на вечірці зі своїм музичним гуртом.
Наступного дня Інкен під час тестування свого нового велосипеда випадково відчуває перший оргазм. Вона схвильовано розповідає про це своїм подругам. Вікі зізнається, що, попри весь її сексуальний досвід, оргазму в неї ще не було. Троє дівчат намагаються повторити досвід Інкен під час їзди на велосипедах, але безуспішно.
Лєна починає зустрічатися з Ніком. Але Нік та його друзі по музичному гурту роблять її сексуальну недосвідченість темою пісні.
Вікі думає стати лесбійкою та записується в секс-чат. Там з нею починає спілкуватися «Джой» (якою насправді є її друг Дірк), якій вдається довести її до оргазму за допомогою віртуальної стимуляції та мастурбації.
Інкен вирішує, що їй нарешті потрібен чоловік, який зможе доставити їй оргазм. Але хлопець, який мав це зробити, одягнув сталеве ерекційне кільце для члена, яке він більше не може зняти, і це загрожує ампутацією пеніса. Її батько виявляє їх і допомогає юнакові.
Троє подруг розчаровані та сумніваються у справжньому значенні сексу та оргазмів. Проте на вечірці Нік зізнається Лєні в коханні, Дірк зізнається Вікі, що «Джой» це він, а Інкен у темряві збиває іншого велосипедиста. Виявляється, це хлопець з побачення наосліп. Вони їдуть велосипедами темною вулицею і розмовляють. Усіх трьох дівчат надихають нові друзі.

## В ролях
| Актор            | Роль            |
| ---------------- | --------------- |
| Діана Амфт       | Інкен           |
| Кароліна Герфурт | Лєна            |
| Фелісітас Волл   | Вікі (Вікторія) |
| Андреас Кріст    | Нік             |
| Макс Рімельт     | Флін            |
| Мартін Рейнхольд | Дірк            |
| Фредерік Велтер  | Тім             |
| Арзу Базман      | Шеєн            |
| Флоріан Лукас    | тренер Карстен  |
| Геннінг Баум     | тренер Кріс     |
| Еліас М'Барек    | чувак           |